# Džingis-kan
Džingis-kan (oko 1162. – 9. listopada, 1227.) (međunarodna fonetska abeceda: [ʧiŋgɪs χaːŋ], mongolski: Чингис Хаан, kineski: 成吉思汗, turski: Chengez Khan ili Chinggis Khan, Chingis Khan, Jenghis Khan, Chinggis Qan, itd.) (ime je katkad pisano Čingiz ili Čingis; pravim imenom Temudžin) mongolski je osvajač i utemeljitelj Mongolskog Carstva (najvećeg kopnenog carstva u povijesti), koje je trajalo od 1206. do 1368. godine. 

## Rano doba
Sin poglavice maloga mongolskoga plemena Vukova, Temudžin je naslijedio titulu u 13. godini nakon što su mu pripadnici jednoga neprijateljskoga plemena otrovali oca. Podaci o ranom razdoblju Temudžinova života potječu iz "Tajne povijesti Mongola", mongolskoga epa napisanoga oko 1250. Po tomu izvoru, upitne vjerodostojnosti, no jedinom povijesnom vrelu na raspolaganju, članovi plemena su izabrali novoga poglavicu, a Temudžin i njegova majka su nastavili živjeti unutar plemenske zajednice, ali na marginama, jedva preživljavajući skupljanjem gomoljika i čuvanjem stoke. Po drugim je legendama Temudžin pao u ropstvo susjednoga plemena, no to je manje izgledno.

## Ujedinjenje Mongola
U svojim dvadesetima, Temudžin se nametnuo kao vođa rastućoj skupini mongolskih plemena. Nije rijetka pojava da se u razdoblju takozvanog "stepskog feudalizma" pojavi karizmatski vođa, ujedini dotad razjedinjena etnički srodna ratnička plemena i povede ih u osvajačke ratove protiv susjednih civiliziranih zemalja (najpoznatiji je primjer Atila, no to se odnosi i na nebrojene poglavare Huna, Germana, Avara, Turaka, ...). Ono što je razlikovalo Džingis-kana od sličnih prethodnika je upornost i sustavnost, kao i dalekosežna vizija o prostranom nomadskom carstvu. 
Najdulji dio svoje ratničke karijere Temudžin nije utrošio na "osvajanje svijeta", nego mu je preko 20 godina u nebrojenim bitkama, pregovorima i lukavstvima trebalo kako bi pokorio samu Mongoliju. Tijekom toga razdoblja uveo je decimalni sustav u vojni ustroj (mongolska divizija, "tuman", imala je 10.000 ljudi, što je otprilike standard za prosječnu diviziju modernih vojski) te ju utemeljio na meritokraciji (vlast zaslužnih), imenovao skupinu plemena Mongolima (dotad je vladao kaos u plemenskim imenima, od kojih je, uz više njih, najpoznatije tatarsko-no, to je ime i u porabi za Temudžinovu rodu suprotstavljeno pleme), preuzeo alfabet susjednih Ujgura za pismo mongolskoga jezika, te donio zakonik ("Jasa") o društvenom ustroju. Nakon što je pokorio i ujedinio Mongole, na velikom saboru (Kuriltaj) održanom 1206., skupina mongolskih vojnih, političkih i duhovnih poglavara proglasila je Temudžina za Džingis-kana, to je "sveopćeg vladara".

## Rat protiv Kine
U to doba Kina je bila podijeljena u tri države: Hsi Hsia, Kin i Sung, kao i izolirana velikim kineskim zidom od nomadskih plemena na sjeveru. Uzroci za višegodišnji rat, u kojem je Džingis-kan napao s preko 60.000 konjanika prvo Hsi Hsia, a potom i Kin, a što je kulminiralo razaranjem Pekinga 1215. - nisu poznati. Često su navođene sljedeće teorije: mongolska je politika po svojoj naravi bila ekspanzionistička i militaristička, a došlo je i do prenapučenosti Mongolije pa nomadi nisu mogli osigurati opskrbu za život jer su bili na primitivnom stupnju društvenoga razvitka. Te tvrdnje su vjerojatno istinite, no do mongolske agresije je došlo, po svemu sudeći, zbog više činitelja, a glavni je bio rastočenost i kaos koji su vladali među zavađenim kineskim državama, a taj je moment iskoristio Džingis-kan za osiguranje protiv potencijalnih kineskih intervencija - koje su bile neprestane u prethodnim desetljećima i stoljećima i stalno su "visile u zraku". Nomadi sa sjevera (Huni, proto-Mongoli, Tibetanci) su u tisućljeću prije Džingis-kanove invazije stalno ugrožavali bogatu i razvijenu kinesku civilizaciju.
Sraz dvaju svjetova koji su supostojali uz stalnu svijest o prijetnji "onoga drugoga": nomadskoga temeljenoga na stočarstvu, pljački i ratovanju s jedne strane, te gradske civilizacije (hranjene napornim radom milijunskoga seljaštva) sa svim rafinmanom tisućljetne baštine koja je asimilirale mnoge vjerske, tehnološke i umjetničke tečevine-po svemu sudeći, bio je neminovan. Džingis-kan je napao Kinu jer je dobro znao da će bilo koje od kineskih carstava napasti Mongole, čim bude mogla. U rat je Džingis-kan poveo oko 150.000 vojnika prema 2 milijuna protivničkih (ili, po drugim procjenama, 3-5 milijuna; samo je pučanstvo napadnute države imalo oko 80 milijuna ljudi).
Rat koji je Džingis-kan poveo protiv kineskih imperija, a koji je dokončao njegov unuk Kublaj-kan 1279. osvajanjem cijele Kine, ima sve značajke genocida. Dovoljno je napomenuti da je Kina 1200., uoči mongolske invazije, imala oko 100 milijuna stanovnika, a 1300., kada se već unekoliko demografski počela oporavljati- 60 milijuna.
U ostalom pogledu, rat protiv kineskih država je bio plodotvoran: Džingis-kan je preuzeo i usavršio kinesku vojnu tehnologiju i taktiku opsade gradove, uposlio mnoštvo kineskih inženjera i stručnjaka, te, najvažnije, uzeo za savjetnika siniziranoga Mandžurca Jeliu-Čutsaja, koji je mudrim savjetima spriječio daljnje širenje brutalnosti i humanizirajuće djelovao u smjeru očuvanja i zaštite kineskoga naroda i civilizacije općenito.

## Rat protiv horezmijskog šaha
Nakon kineskoga pohoda, Džingis-kan je osvojio državu Kara-Kitaj, koja je ležala zapadno od Mongolije, i tako došao u doticaj s moćnim islamskim carstvom Horezmije (ili Horezma) koje je pokrivalo, otprilike, područje sadašnjih Irana, Iraka, bivšega sovjetskoga Turkestana, Afganistana i dijelove okolnih zemalja, poglavito na području Kavkaza. Mongoli su uspostavili uspješne trgovačke veze s Horezmom, i, po svim podatcima, Džingis-kan nije planirao sukob s tom državom. Budući da je horezmijski šah, otkrivši u jednom trgovačkom karavanu mongolske špijune, reagirao violentno i neke od njih smaknuo, a druge ponizio (u skladu s onodobnim tabuima-obrijavši im bradu, što je bila smrtna uvrjeda za pravovjerne muslimane- a Džingis-kan je, diplomatski, za suradnju s muslimanskim carstvom koristio uglavnom muslimanske trgovce)- rat je, po kodeksima onoga vremena, bio neizbježan.
Razjareni Džingis-kan je skupio i ustrojio vojsku od oko 130.000 vojnika (u to doba cijeli mongolski narod nije imao više od 600 do 700 tisuća ljudi) koja je uz krajnje napore prešla vrhunce Pamira, i, podijeljena u nekoliko odijeljenih bojnih postroja, u nekoliko bitaka potukla šahovu vojsku-broj koje se procjenjuje od 500.000 do 2 milijuna. Sam je šah, bježeći pred mongolskim potjerama, umakao i umro u bijedi na jednom otočiću u Kaspijskom moru. Veliki su se gradovi (Buhara, Merv, Nišapur,..) predali, pa iako je bilo nasilja nad stanovništvom (najviše u Buhari), do velikih masakara nije došlo- neko vrijeme. 
Mongoli su, zavladavši Horezmijom, postavili marionetske upravitelje i nisu se puno miješali u život stanovništva. Nakon legendarnog i zastrašujućega govora u džamiji u Buhari (u koju je ujahao na konju i s govornice sebe proglasio bičem Božjim), Džingis-kan se utaborio na području sadašnjega Irana, poslao svoga vojskovođu Subutaja u ekspediciju preko Kavkaza (u tom su izuzetnom pothvatu potučeni Rusi i njihovi saveznici Kumani), a u osvojenoj je zemlji uveo vjersku toleranciju, što je u praksi značilo toleriranje mazdaista i nestorijanskih kršćana. No, to je bio, uz mongolske gospodarske namete, fitilj koji je upalio općemuslimansku pobunu protiv mongolske vlasti i od njih favoriziranih vjerskih manjina. Stanovništvo velikih gradova je poubijalo ili istjeralo mongolske, ili od njih postavljene turske posade. Uslijedio je krvavi rat između mongolske vojske koja je imala oko 100.000 ljudi i višemilijunskoga pučanstva Horezmije.
Tijekom opsada velikih gradova poput Merva, Samarkanda ili Herata, velik je broj gradskoga stanovništva stradao (po brojkama iz djela iranskoga povjesničara Rašid al-Din Fadl Allaha (1247. – 1318.), koji je bio ministrom na dvoru Džingis-kanovih potomaka: u Mervu preko 700.000 ljudi, a u Heratu preko milijun i pol). U Nišapuru je pobijeno preko milijun ljudi, kao i sve živo-uključujući i životinje. Najčešće citirane procjene govore o najmanje 7 milijuna stradalih, dok su druge brojke dvostruko, pa i trostruko veće.
Nakon krvavoga gušenja pobune, Džingis-kan je, zanesen fantazijama o besmrtnosti, poslao po taoističkoga mudraca, kineskoga alkemičara Čang-Čuna. Alkemičar mu je hladnokrvno priopćio da je besmrtnost, kako ju on želi postići, preko eliksira, neostvariva, no da to i nije pravi smisao življenja, te ga uputio u načela Taoizma. Principi "Tao te činga" duboko su se dojmili Džingis-kana, koji je veoma dobro uočio da je u korijenima Taoizma i njegovo vlastito šamansko vjerovanje. Unatoč svim osvajačevim udvaranjima i tetošenjima, kineski mudrac se želio vratiti u domovinu- što mu je i udovoljeno, ali uz Džingis-kanov poklon koji se sastojao od golema kovčega ispunjenoga draguljima i zlatom.

## Rat protiv Tanguta i smrt
Godine 1225. Džingis-kan se vratio u Mongoliju. U svojim šezdesetima, poduzeo je mjere za nesmetan prijenos vlasti poslije smrti, što je urodilo plodom, jer je mongolsko carstvo njegovih neposrednih nasljednika bilo u snažnoj ekspanziji još skoro jedno stoljeće. Posljednja godina njegova života obilježena je opet ratovanjem: Tanguti, narod koji je vladao vazalskim carstvom Hsi Hsia, pobunio se i nije htio dalje plaćati danak. Došlo je do mongolske opsade, tijekom koje je Džingis-kan umro. Navodi se više uzroka: pad s konja, malarija, tangutska kletva- kao i iscrpljenost i ostarjelost. Tanguti su nakon Džingis-kanove smrti istrijebljeni, a osvajač je pokopan na nepoznatome mjestu: jer je posmrtna povorka ubijala uz put sve živo, od ljudi do stoke i ptica, a kasnije je pobijena i većina ljudstva povorke da bi se spriječilo oskvrnuće Džingis-kanova groba- za posljednje se počivalište najvećega vladara Euroazije, usprkos brojnim istraživačkim ekspedicijama zadnjih desetljeća- ne zna.

## Baština i prosudba
Uloga Džingis-kana u svjetskoj povijesti je različito prosuđivana, i velik dio ocjena datih post festum ostaje upitnim. Ono što nije upitno je neusporediv organizacijski i vojni genij, te posljedice koje je Džingis-kanovo djelovanje ostavilo: golemo mongolsko carstvo, koje je u Kublajevo doba s 35 milijuna četvornih kilometara i preko 100 milijuna stanovnika (više od 50% svjetskoga pučanstva onoga doba) postalo najvećim kopnenim carstvom u povijesti (usporedbe radi, SSSR je na vrhuncu imao 22 milijuna četvornih kilometara) se i dalje širilo poslije osnivačeve smrti, te je i u raspadnutome obliku bitno određivalo sudbinu triju civilizacijskih krugova: kineskoga, ruskoga i islamsko-prednjeazijskoga još dva stoljeća po smrti Džinis kana-štoviše, uzmemo li u obzir da je Timur lenk (Tamerlan) izravni potomak Džingis-kana, a Moguli, vladari Indije, potomci Timur lenka (samo ime Mogul je hinduizirana inačica riječi "Mongol"), tada baština srednjoazijskoga osvajača seže i u 19. stoljeće.
Većina povjesničara se slaže u sljedećih nekoliko točaka: Džingis-kanovo osvajanje je bitno utjecalo na oblik buduće ruske civilizacije i potonje kulture, jer su ruski carevi svoje "karijere" započeli kao mongolski vazali, a sustav orijentalnoga despotizma je ucijepljen u rusko narodnosno biće ponajvećma u stoljećima provedenim u "tatarskom jarmu"; Europa je krenula putem bujnoga razvitka i ekspanzije zbog više činitelja, no jedan od njih je zasigurno bilo slabljenje islamskoga pritiska zbog mongolskoga razaranja prednje Azije; paradoksalno, Džingis-kanovo osvojenje sadašnjih područja Irana, Turkestana i dijela Iraka (što su nastavili njegovi unuci) dovelo je do konačne turkizacije većega dijela srednje Azije jer su Mongoli, relativno malobrojni, uzrokovali seobu turkofonih naroda koji su činili dobar dio mongolskih postrojbi; također, democid na velikom području od Irana do Mongolije je bitno odredio odnos snaga u budućnosti- nekad gusto napučeni Afganistan i okolne zemlje su bile skoro depopulirane; isto, mongolska vlast je dovela do emancipacije i afirmacije iranskoga duha u islamskoj civilizaciji, koji je postao dominantnim uključiv u svoju sferu utjecaja cijelu Indiju; magnetska sila velikih religijskih civilizacija, poglavito islamske i budističke, rastočila je mongolski sustav šamanskih vjerovanja i prakse (iako se dobar dio vratio kao sastavni dio lamaističkoga budizma koji su Mongoli kasnije prihvatili kao nacionalnu religiju). Među krajnje ironije povijesti spada činjenica da je mongolski narod, predci kojega su prolili, po više procjena, više krvi no oba svjetska rata zajedno, prihvativši lamaistički budizam postao jednim od najmiroljubivijih naroda na planeti- i to narodom koji u svom pučkom vjerovanju štuje Džingis-kana kao Bodisattvu, ili božansko utjelovljenje samilosti i sućuti. To je sudbina koju Temudžin, ni u najekstravagantnijim fantazijama, sigurno nije mogao ni zamisliti.

## Vanjske poveznice
- (engl.) Informacije Džingis-kan - cijelo poglavlje o mongolskoj povijesti i Džingis-kanu